# Коростильово
Коростильово (рос. Коростелёво) — присілок Бокситогорського району Ленінградської області Росії. Входить до складу Климовського сільського поселення.
Населення — 5 осіб (2012 рік). 